# Notholithocarpus densiflorus

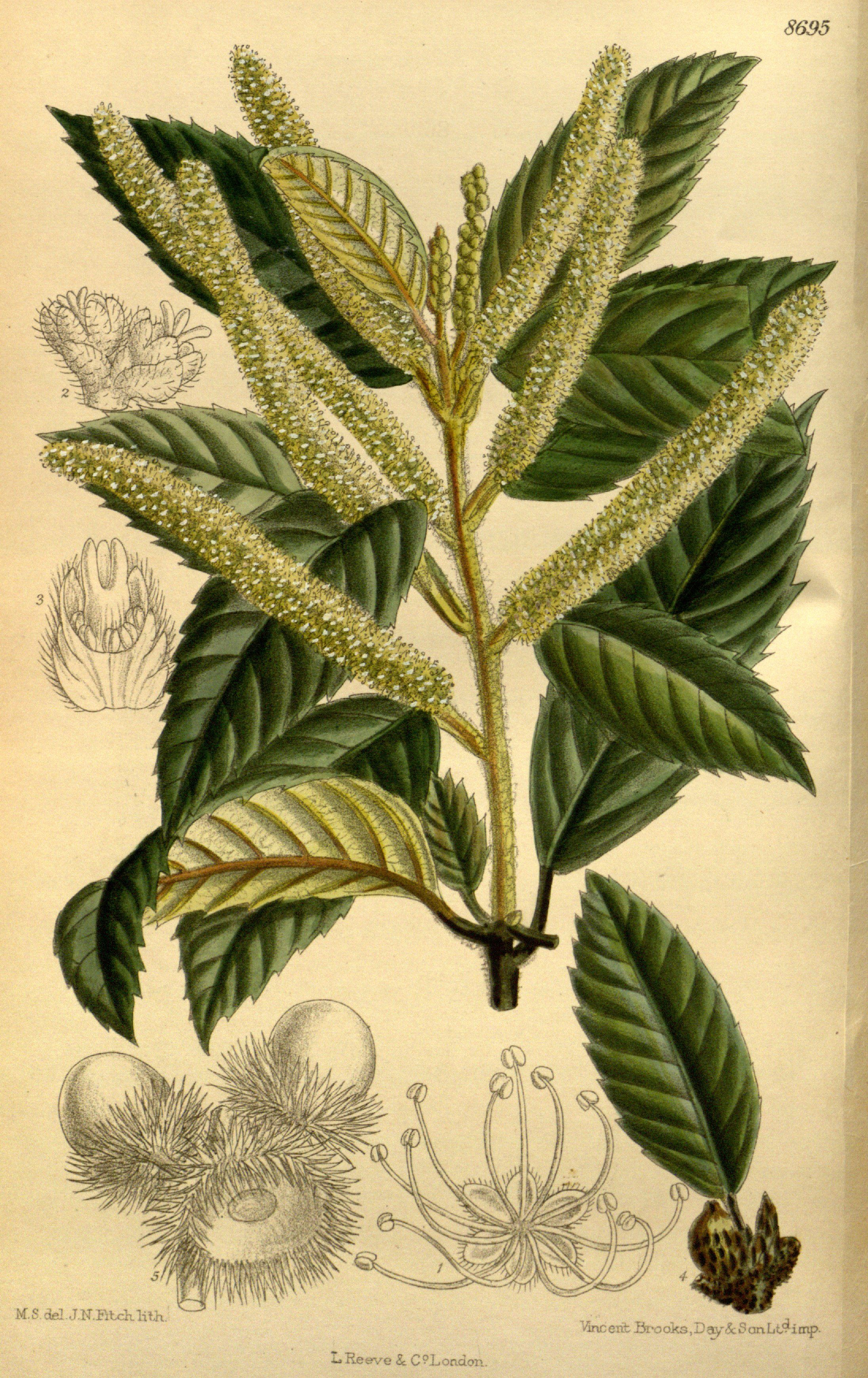
Illustration

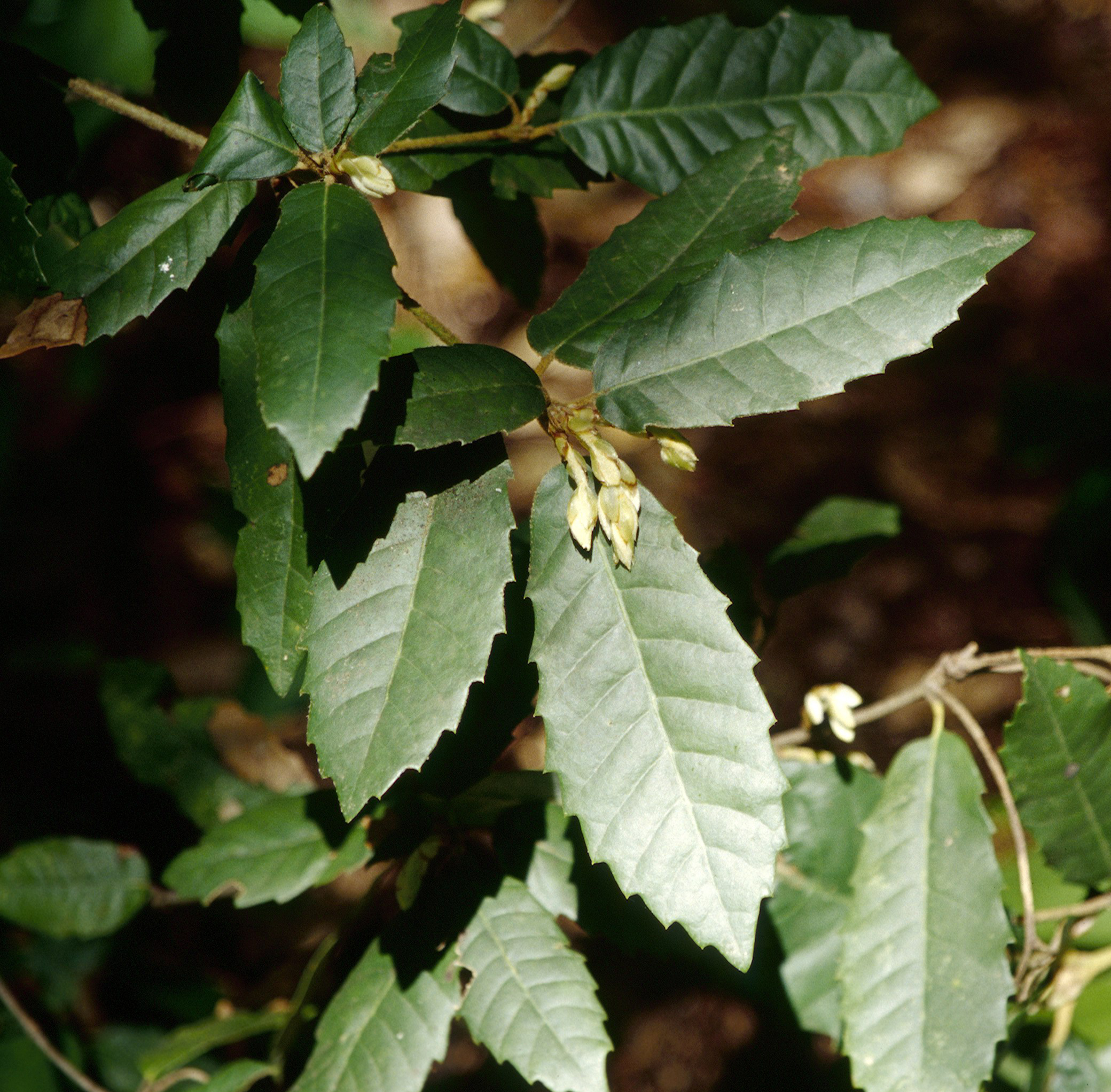
Blätter von Notholithocarpus densiflorus

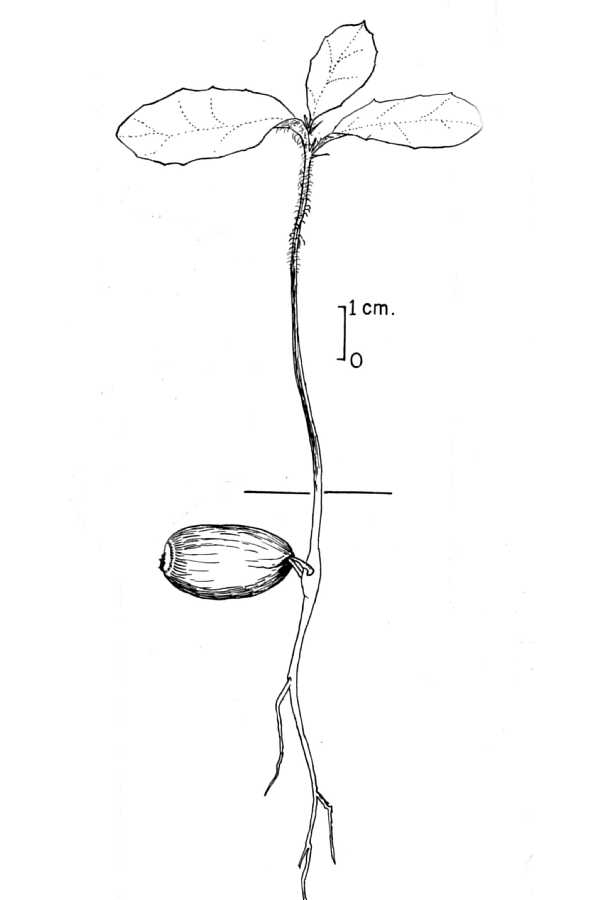
Notholithocarpus densiflorus kurz nach der Keimung

Notholithocarpus densiflorus (Syn.: Lithocarpus densiflorus (Hook. & Arn.) Rehder, Pasania densiflora (Hook. & Arn.) Oerst., Quercus densiflora Hook. & Arn.) ist eine Laubbaumart in der Unterfamilie Quercoideae innerhalb der Familie der Buchengewächse (Fagaceae). Diese Art wird im Englischen tanoak genannt. Es ist die einzige Art der damit monotypischen Gattung Notholithocarpus.

## Beschreibung
Notholithocarpus densiflorus ist ein immergrüner Baum, der Wuchshöhen bis über 25 Meter, an einigen bevorzugten Naturstandorten jedoch auch bis über 50 Meter erreicht und eine breit ausladende Krone ausbildet. Der Stammdurchmesser erreicht über 1,3 Meter. Der Baum ist langsamwüchsig und kann 300 bis 350 Jahre alt werden. Die Rinde älterer Bäume ist tief zerfurcht bis zerklüftet.
Das Wurzelsystem besteht aus einer tiefen Pfahlwurzel und intensiven, weitreichenden Seitenwurzeln. Die Wurzeln fixieren Stickstoff aus der Luft mit Hilfe von Bakterien. Sämlinge wachsen in den ersten Jahren scheinbar sehr langsam – sie entwickeln zuerst die Pfahlwurzel und dicht unter der Bodenoberfläche Wurzelknollen. Bei jungen Pflanzen, die in tiefem Schatten wachsen, stirbt nach mehreren Jahren der Stamm ab und treibt aus der Wurzelknolle wieder nach. Erst wenn schließlich eine Lücke im Kronendach entsteht, wachsen die Stämme weiter nach oben. Auch ältere Bäume können sich aus diesen Wurzelknollen regenerieren, etwa nach Waldbränden oder nachdem der Baum gefällt wurde.
Die wechselständigen Laubblätter sind lederig, eiförmig, -lanzettlich bis verkehrt-eiförmig, -eilanzettlich oder elliptisch, 6 bis 12 cm lang und 2,5 bis 6 cm breit. Der Blattrand ist entfernt grobgezähnt oder -gesägt. Die rundspitzigen bis spitzen oder zugespitzten Blätter sitzen an einem kurzen, behaarten Stiel. Die Blattoberseite ist glatt und dunkelgrün; die Blattunterseite ist zunächst dicht rostbraun behaart; später ist sie nur noch dünn behaart und erscheint durch wachsartige Bereifung blaugrau. Junge Zweige sind ebenfalls behaart.
Blütezeit ist von Juni bis August; manchmal erscheinen Blüten auch im Frühjahr oder Herbst. Notholithocarpus densiflorus ist einhäusig monözisch. Die männlichen Blütenstände sind Kätzchen, sie sind etwa 8 bis 10 cm lang und stehen in Blattachseln an den im Frühjahr neu gebildeten Trieben. Die eingeschlechtlichen und weiß-bräunlichen Blüten verströmen einen unangenehmen Geruch. Wenige weibliche und grünliche Blüten befinden sich an der Basis der männlichen Blütenstände, ihre Anordnung ist ähnlich denen bei der Edelkastanie. Die Blüten besitzen jeweils eine einfache Blütenhülle, die Kronblätter fehlen. Die männlichen Blüten besitzen 10–12 Staubblätter, die weiblichen einen unterständigen Fruchtknoten mit drei Griffelästen.
Die Frucht hat die Form einer Eichel, ist 2 bis 4 cm lang und wird nur an der Basis von einem schmalen Fruchtbecher mit vielen hackigen Borsten, Stacheln umschlossen. Die Früchte besitzen jedoch (ähnlich den Haselnüssen) eine harte, verholzte Schale. Sie reifen im Oktober des auf die Blüte folgenden Jahres, sind bitter und deshalb ohne Behandlung ungenießbar. Die Früchte entwickeln sich erst im zweiten Jahr.

## Verbreitung und Standort
Die Art ist im westlichen Nordamerika in einem schmalen Streifen entlang der Pazifik-Küste vom südlichen Oregon bis nach Kalifornien heimisch. Die Vorkommen liegen vor allem an Berghängen bis 1500 m Höhe, das Klima ist niederschlagsreich im Winter mit einer ausgeprägten Trockenperiode im Sommer. Besonders trockene oder staunasse Standorte innerhalb des Verbreitungsgebietes werden nicht besiedelt.
Vergesellschaftet ist Notholithocarpus densiflorus oft mit Küstenmammutbaum und Douglasie, an trockeneren Standorten mit Arbutus menziesii. Trotz der Konkurrenz der hohen Nadelbäume kann sich die Art langfristig behaupten und mit der Strategie der Sämlinge, auf Lücken im Kronendach zu warten, auch im Schatten verbreiten.
Die strauchförmige Varietät echinoides wächst in einem schmalen Höhenbereich, der etwas höher liegt als das Verbreitungsgebiet der baumförmigen Varietät lithocarpus.

## Systematik
Die Art wurde von William Jackson Hooker und George Arnott Walker Arnott 1840 in ihrem Werk The botany of Captain Beechey’s voyage als Quercus densiflorus erstbeschrieben. Sie wurde später in Quercus subg. Pasania eingeordnet, die später zur eigenständigen Gattung erhoben wurde. Alfred Rehder ordnete sie 1917 in die vorwiegend asiatische Gattung Lithocarpus ein, in der sie etwa 90 Jahre lang verblieb.
Notholithocarpus densiflorus ist die einzige Art der Gattung. In einer phylogenomischen Arbeit (mit zusätzlicher Bearbeitung der Pollenmorphologie) wurde 2008 nachgewiesen, dass sie nicht zur Gattung Lithocarpus gehören kann, mit der sie keine gemeinsame Klade bildet. Später wurden auch blattmorphologische Merkmale identifiziert, die, damit verträglich, eine nähere Beziehung zur Gattung Quercus nahelegen.
Eine Zwergform im Gebirge wurde unterschieden als Notholithocarpus densiflorus var. echinoides (R.Br.) Manos, C.H.Cannon & S.H.Oh (erstbeschrieben 1871 aus Oregon als Quercus echinoides). Diese wächst in den Gebirgen von Nord-Kalifornien (südlich bis Mariposa County) und Süd-Oregon. Die strauchförmig wachsende Varietät erreicht lediglich Wuchshöhen von etwa 3 Metern, selten darüber. Auch die Blätter sind mit weniger als 6 cm Länge kleiner.

## Ökologie
Seit etwa 1995 ist in den Beständen von Notholithocarpus densiflorus der Krankheitserreger Phytophthora ramorum zu beobachten, der die Bäume in weiten Teilen des Verbreitungsgebietes zum Absterben bringt. Die Erkrankung wird als sudden oak death beschrieben. Der mit Baumschulpflanzen neu eingeschleppte Schaderreger befällt eine Vielzahl von Baum- und Straucharten, wobei Notholithocarpus densiflorus die höchste Anfälligkeit zeigt. Regional sind bis zu 100 Prozent der Bäume befallen und abgestorben, so dass das Aussterben der Art befürchtet worden ist. Tanoak ist die einzige amerikanische Baumart, bei der sowohl Blätter als auch Zweige und Stämme befallen werden. Obwohl es gewisse erbliche Unterschiede in der Empfindlichkeit gibt, wurden keine resistenten Populationen gefunden.

## Nutzung
Die Rinde enthält bis zu 29 % Gerbstoffe; sie wurde früher zum Gerben genutzt. Da die Baumart früher als zu den Eichen gehörend angesehen wurde, erklärt sich der englische Name tanoak (tan „gerben“, oak „Eiche“). Schon vor der gegenwärtigen Bedrohung war die Art jahrzehntelang aufgrund von Übernutzung zur industriellen Gerbstoffgewinnung seltener geworden.
Das harte Holz wird überwiegend als Brennholz genutzt.
Die Samen wurden nach Entfernen der Bitterstoffe, zum Beispiel durch mehrmaliges Einweichen in heißem Wasser oder monatelanges Lagern in einem fließenden Gewässer, von einheimischen Indianern wie Eicheln gegessen.